# 25 Dywizja Piechoty (USA)
25 Dywizja Piechoty (ang. 25th Infantry Division, przydomek Tropic Lightning) – związek taktyczny Armii Stanów Zjednoczonych.
Dywizja przeszła szeroko zakrojoną reorganizację, w ramach której przemianowano ją z dywizji piechoty lekkiej na dywizję piechoty w styczniu 2006. Obecnie składa się z czterech brygad. Dwie z nich stacjonują na wyspie Oʻahu na Hawajach, jedna w Fort Wainright w stanie Alaska (dawna 172 brygada), i jedna (spadochronowa) w Fort Richardson, również w stanie Alaska.
Dywizja znana jest z filmu Pluton.

## Linki zewnętrzne

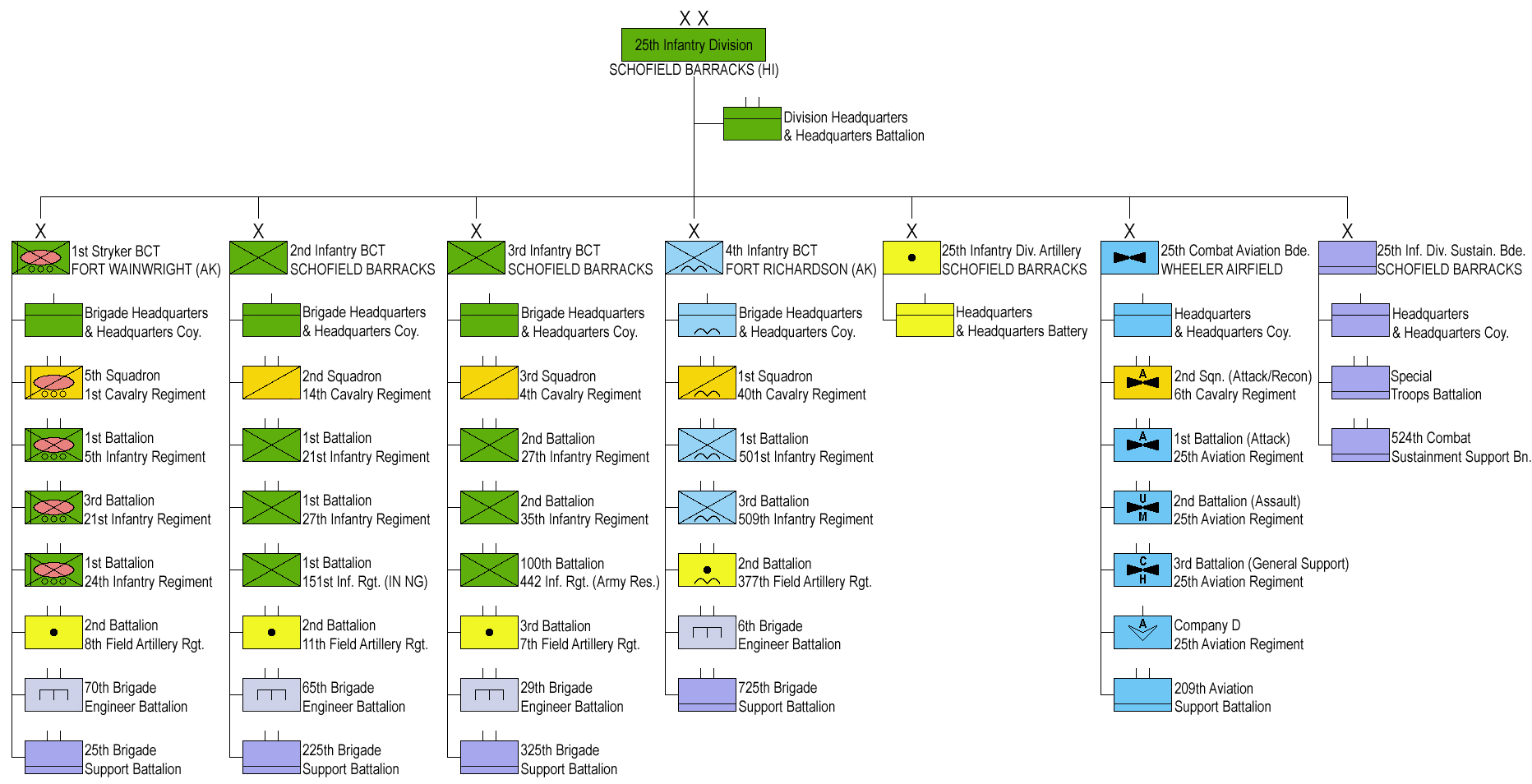
Organizacja dywizji

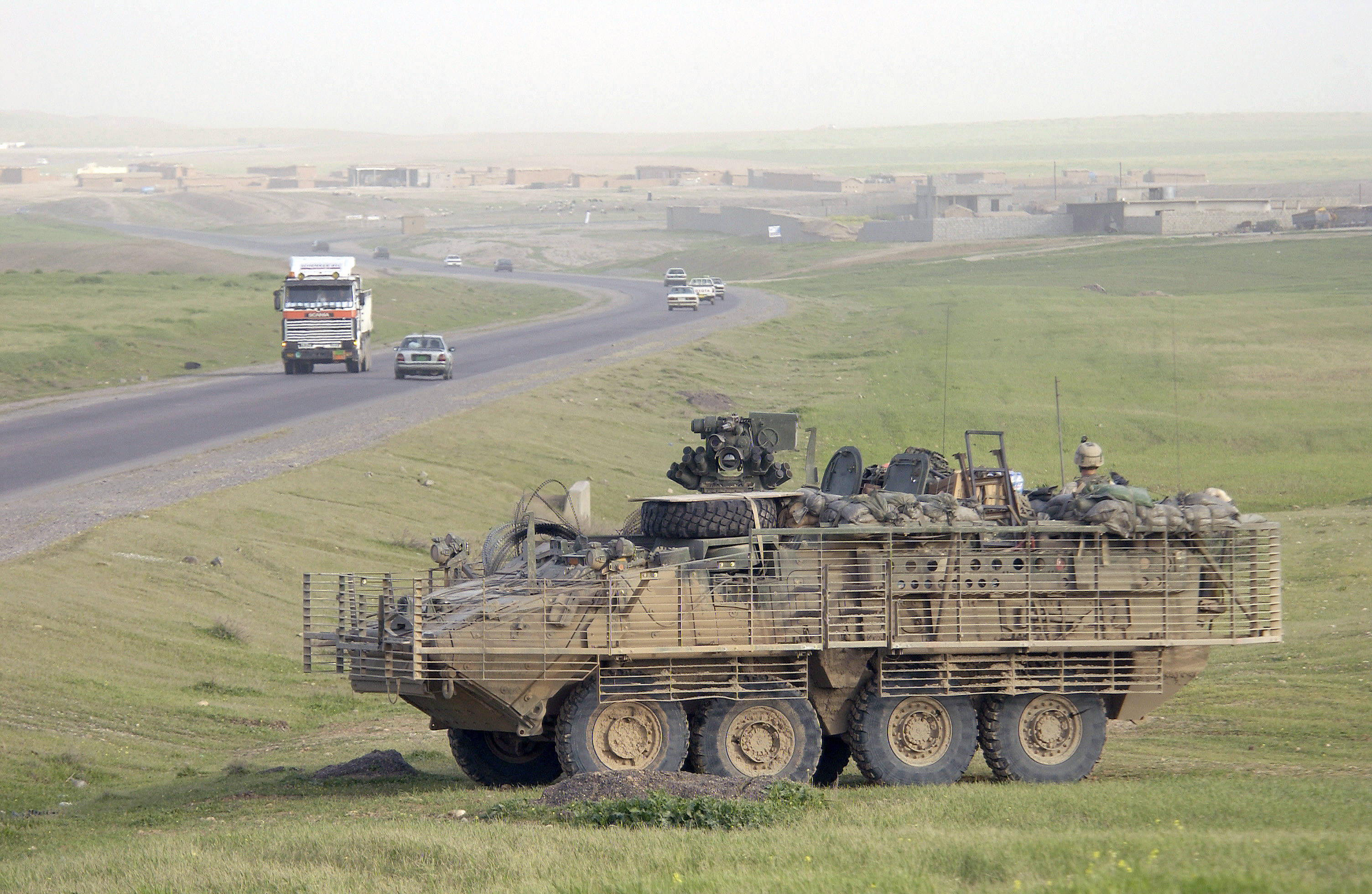
Transporter opancerzony Stryker należący do 25 DP, działający w Iraku. Zdjęcie z marca 2005